# SOS me estoy enamorando
S.O.S me estoy enamorando é uma telenovela mexicana produzida por Lucero Suárez para Televisa e foi exibida pelo Las Estrellas de 6 de setembro de 2021 a 16 de janeiro de 2022, substituindo Esta historia me suena Vol.4 e sendo substituída por Amor dividido. É uma adaptação da novela argentina El sodero de mi vida.
É protagonizada por Irán Castillo e Daniel Arenas e antagonizada por Marcelo Córdoba, Juan Martín Jáuregui, Alejandro Ibarra, Pierre Angelo e Adriana Montes de Oca e com atuações estelares de Jorge Salinas, Ana Patricia Rojo, Lourdes Reyes, Rocío de Santiago, Jorge Trejo, Alejandro Ibarra, Pedro Prieto e Pierre Louis; e dos primeiros atores César Évora, Nuria Bages, Yolanda Ventura e Óscar Bonfiglio.

## Produção
As gravações começaram no dia 31 de maio e estreará em 6 de setembro no horário das 18h30 p.m mx. A trama Substituiu a quarta temporada de Esta historia me suena, que estreou no dia 26 de julho.

## Elenco
- Irán Castillo - Sofia Fernández Ávila
- Daniel Arenas - Alberto Muñoz-Cano
- Jorge Salinas - Vicente Ramos
- César Évora - Leopoldo Fernández
- Nuria Bages - Delia Muñoz-Cano
- Marcelo Córdoba - Omar Kattan
- Ana Patricia Rojo - Inés Paredes Nava de Fernández
- Yolanda Ventura - Elsa Ávila de Fernández
- Juan Martín Jáuregui - Diego Miranda
- Alejandro Ibarra - Orlando Maqueto
- Pierre Angelo - Raúl Peralta
- Candela Márquez - Mónica Muñoz-Cano
- Lourdes Reyes - Leonor Muñoz-Cano
- Norma Lazareno - Eugenia Campoamor Berúmen
- Magda Karina - Martha
- Arturo Carmona - El Teniente Pedro
- Carmen Becerra - Victoria
- Carlos Bracho - Estanislao
- Luis Gatica - el hija de Bárbara
- Sachi Tamashiro - Verónica
- Benjamín Rivero - Enrique "Quique" Muñoz-Cano

## Audiência
Anexo: Episódios de S.O.S Me Estoy Enamorando
| Horário             | # Eps. | Estreia               | Estreia           | Final                 | Final           | Posição | Temporada | Classificação geral |
| Horário             | # Eps. | Data                  | Primeiro capítulo | Data                  | Último capítulo | Posição | Temporada | Classificação geral |
| ------------------- | ------ | --------------------- | ----------------- | --------------------- | --------------- | ------- | --------- | ------------------- |
| Segunda—Sexta 18h30 | 96     | 6 de setembro de 2021 | 2.5               | 16 de janeiro de 2022 | 3.3             | #1      | 2021      | 2.61                |

Em seu primeiro capítulo a trama foi vista por 2.5 milhões de espectadores, sendo a atração mais vista no horário.. Em seu segundo capítulo a trama cresceu e foi vista por 2.7 milhões de espectadores, continuando como a atração mais no horário . Bateu recorde em seu terceiro capítulo, quando foi vista por 2.8 milhões de espectadores 
Após seu terceiro capítulo, a trama passou a perder público. No capítulo exibido no dia 23 de setembro bateu seu recorde negativo, sendo vista apenas por 2.1 milhões de espectadores.. Voltou a bater recorde negativo no capítulo exibido em 15 de outubro, nesse dia a trama foi vista apenas por 1.9 milhões de espectadores 
Registrou um novo recorde no episódio exibido em 04 de novembro, quando foi vista por 2.9 milhões de espectadores . Voltou a repetir esse índice no episódio exibido em 17 de novembro e 22 de novembro, quando cravou 2.9 milhões de espectadores .
Obteve um novo recorde foi no capítulo exibido no dia 23 de novembro, quando foi vista por 3.1 milhões de espectadores. Voltou a repetir esse índice no capítulo exibido em 08 de novembro.
No capítulo exibido em 07 de janeiro, registrou um novo recorde e foi vista por 3.4 milhões de espectadores.
Em sua última semana a trama registrou um novo recorde de audiência, no capítulo exibido em 12 de janeiro a trama foi vista por 3.6 milhões de espectadores.
Em seu último capítulo (exibido em um domingo), a trama produzida por Lucero Suárez finalizou com 3.3 milhões de espectadores, sendo a maior audiência do dia .